# أنيس أحمد
أنيس أحمد هو أكاديمي ماليزي، ولد في 23 مارس 1944 في دلهي في الهند.